# Hemilamprops bicarinata
Hemilamprops bicarinata är en kräftdjursart som beskrevs av Michel Ledoyer 1988. Hemilamprops bicarinata ingår i släktet Hemilamprops och familjen Lampropidae. Inga underarter finns listade i Catalogue of Life.